# Philippodexia pallidula
Philippodexia pallidula är en tvåvingeart som beskrevs av Louis-Paul Mesnil 1953. Philippodexia pallidula ingår i släktet Philippodexia och familjen parasitflugor. Inga underarter finns listade i Catalogue of Life.